# Gaius Oppius (tribunus plebis)
Gaius Oppius was tribunus plebis in 213 v.Chr., in het midden van de Tweede Punische Oorlog, die een wet (lex Oppia) invoerde om de uitgaven en luxegoederen van Romeinse vrouwen aan banden te leggen. Het bepaalde dat geen enkele vrouw meer dan een half ons goud mocht hebben, noch een meerkleurige stola mocht dragen, noch in een carpentum mocht rijden in de Stad (Rome) of in welke stad dan ook of in een straal van één mijl ervandaan, tenzij voor publieke offers. Deze wet werd in 195 v.Chr. terug ingetrokken, ondanks hevige oppositie van Marcus Porcius Cato Censorius maior.

## Antieke bronnen
- Livius, XXXIV 1—8.
- Valerius Maximus, IX 1 § 3.
- Tacitus, Annales III 33, 34.

## Referentie
- W. Smith, art. Oppius (3), in W. Smith (ed.), A dictionary of Greek and Roman biography and mythology, III, Boston, 1867, pp. 37-38.
- T. Schmitt, art. Oppius [I 1], in NP 8 (2000), col. [1259?].